# 欧阳平凯
欧阳平凯（1945年8月16日—2023年1月30日），男，湖南湘潭人，中国生物化工专家，中国工程院院士，曾任南京工业大学校长。

## 生平
1981年，毕业于清华大学，获工学硕士学位。2001年，当选中国工程院院士。2001年8月至2012年7月，任南京工业大学校长。
2023年1月30日逝世，享年77岁。